# Aïm
Aïm (en rus: Аим) és un poble del krai de Khabàrovsk, a Rússia, que el 2019 tenia 153 habitants. Pertany al districte rural d'Aiano-Maiski.